# Oxalis latifolia
Oxalis latifolia là một loài thực vật có hoa trong họ Chua me đất. Loài này được Kunth mô tả khoa học đầu tiên năm 1822.

## Hình ảnh

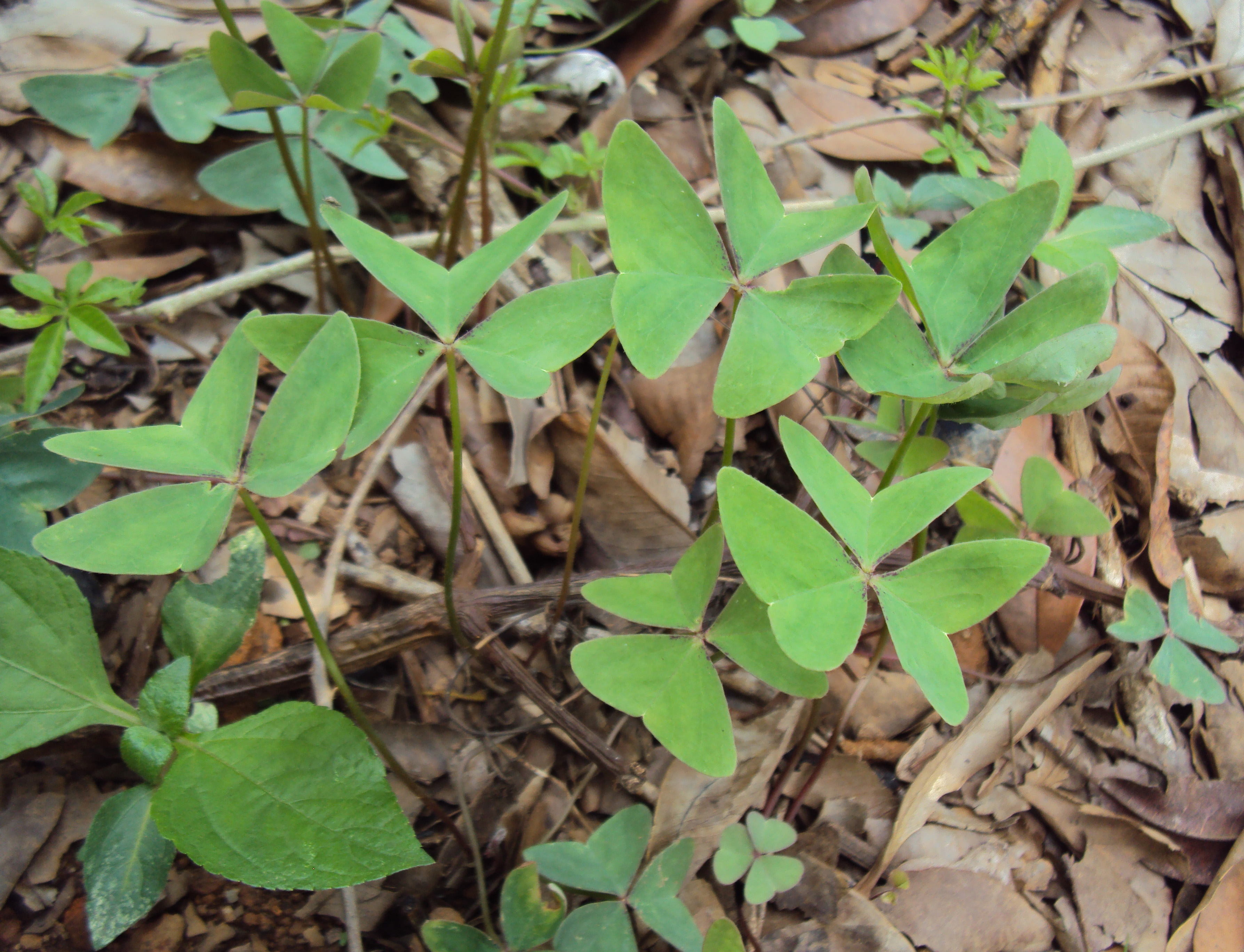
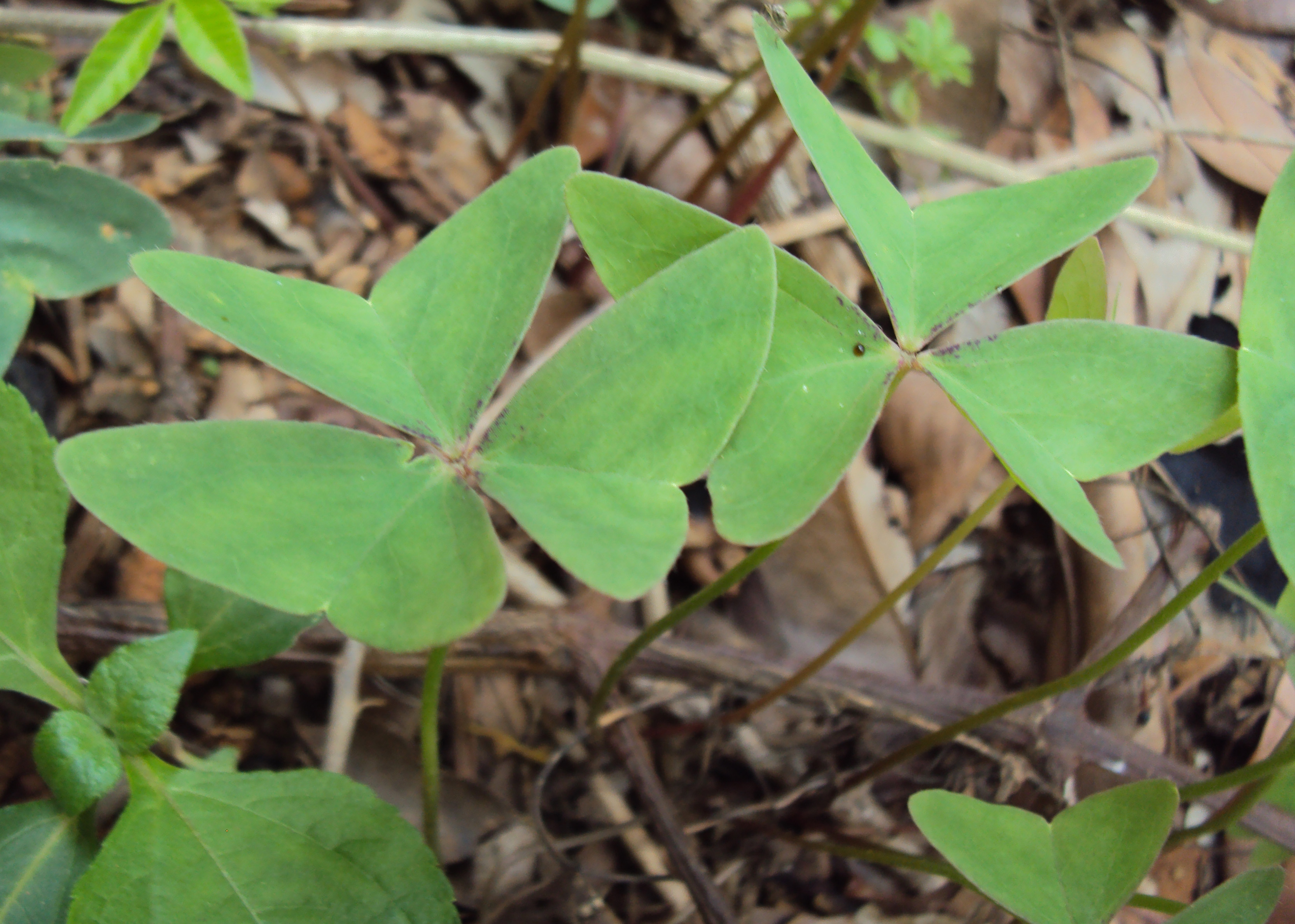
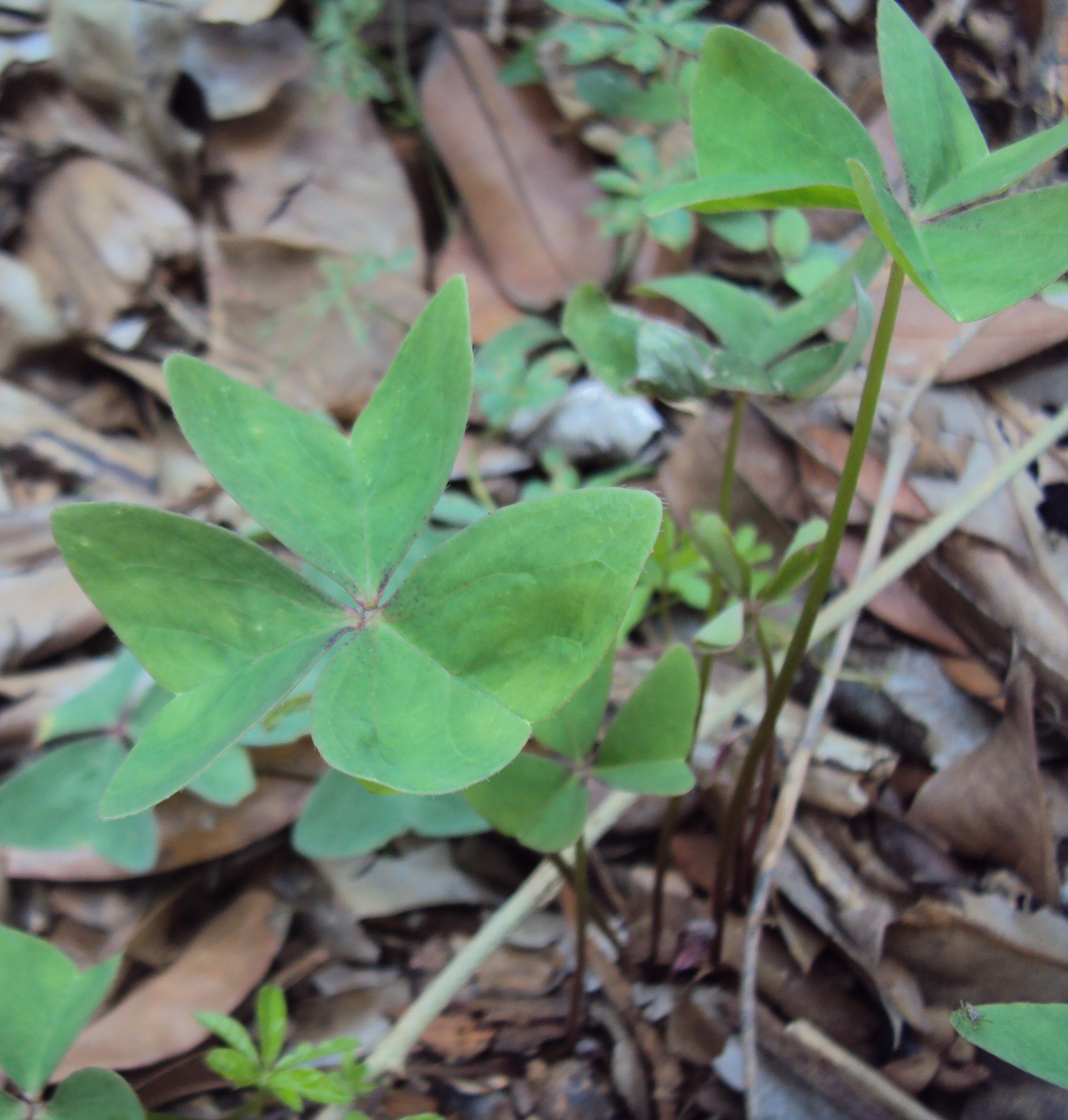
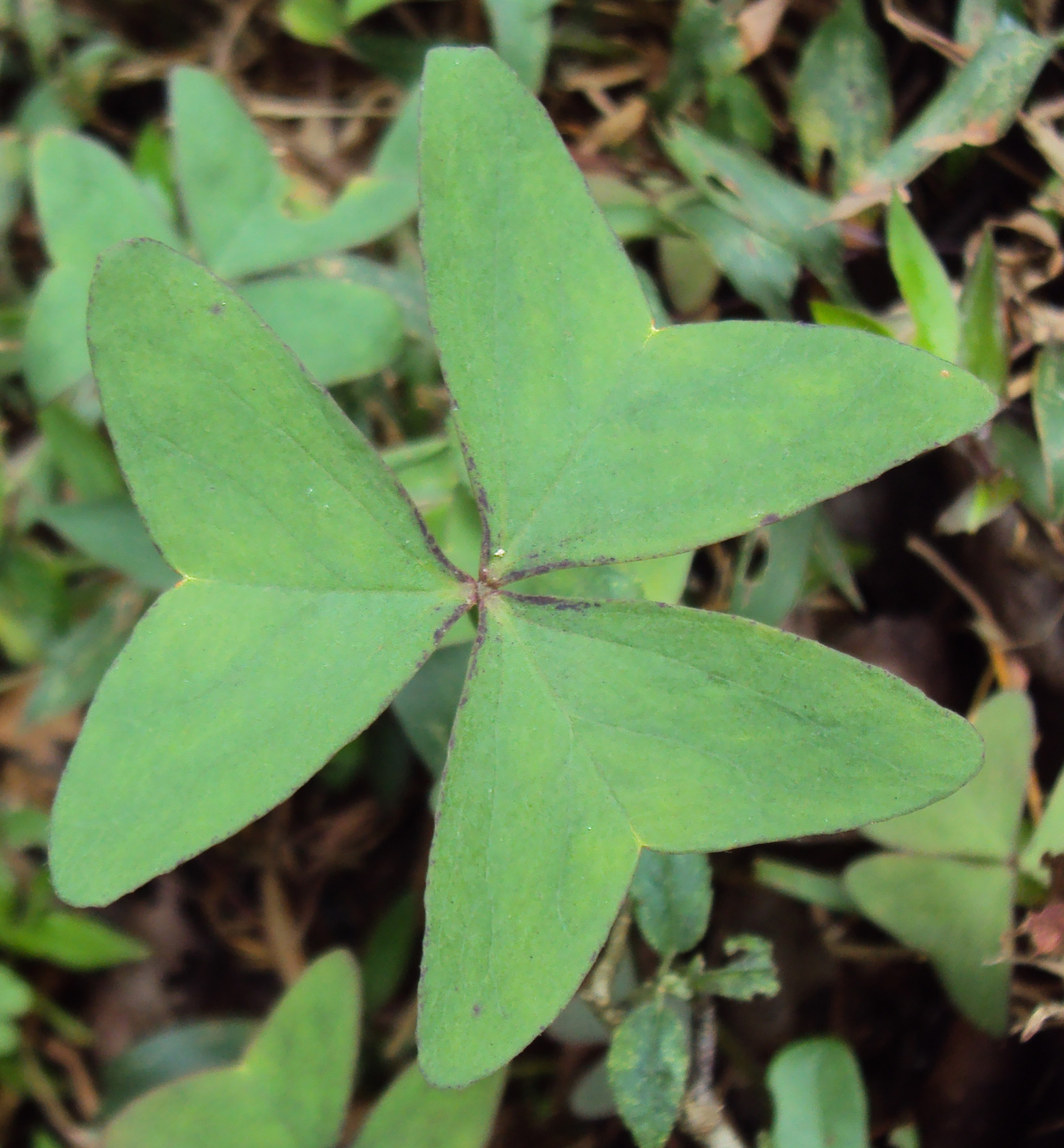